# Andrej Lúč
Andrej Lúč (21. října 1935 Lehnice – 6. června 2014 Brno) byl československý vědec a vysokoškolský učitel pracující zejména v oblasti radiokomunikační techniky. Měl hodnost plukovníka.
Výsledkem jeho vědecko-pedagogických aktivit jsou úspěchy v rozvoji přenosové a radiokomunikační techniky a rozsáhlá publikační činnost v teorii spojovacích systémů, rádiového průzkumu, rušení a radioelektronického boje. Je považován za „otce“ rádiového rušení v bývalém Československu, podílel se na několika patentech, v šedesátých letech jako první zrealizoval laserový spoj a v osmdesátých letech byl průkopníkem rádiového spojení pod úrovni šumu. Působil na univerzitách v egyptské Káhiře a iráckém Bagdádu a v Česku na Vojenské akademii, později Univerzitě obrany v Brně.
Za svého působení ve společnosti URC Systems se podílel na řadě projektů obranného výzkumu a vývoje a zásadním způsobem se přičinil o úspěšný vývoj ochranných rušičů.